# Apomecyna ceylonica
Apomecyna ceylonica är en skalbaggsart som beskrevs av Stefan von Breuning 1938. Apomecyna ceylonica ingår i släktet Apomecyna och familjen långhorningar.
Artens utbredningsområde är Sri Lanka. Inga underarter finns listade i Catalogue of Life.